# Сірсмонт (Мен)
Сірсмонт (англ. Searsmont) — місто (англ. town) в США, в окрузі Волдо штату Мен. Населення — 1400 осіб (2020).

## Демографія
Згідно з переписом 2010 року, у місті мешкали 1392 особи в 577 домогосподарствах у складі 377 родин. Було 741 помешкання
Расовий склад населення:
| - 96,8 % — білих - 0,6 % — корінних американців - 0,6 % — азіатів - 0,5 % — чорних або афроамериканців |

До двох чи більше рас належало 1,4 %. Частка іспаномовних становила 0,3 % від усіх жителів.
За віковим діапазоном населення розподілялося таким чином: 24,6 % — особи молодші 18 років, 64,3 % — особи у віці 18—64 років, 11,1 % — особи у віці 65 років та старші. Медіана віку мешканця становила 41,0 року. На 100 осіб жіночої статі у місті припадало 98,0 чоловіків;  на 100 жінок у віці від 18 років та старших — 96,6 чоловіків також старших 18 років.
Середній дохід на одне домашнє господарство  становив 59 412 долари США (медіана — 48 350), а середній дохід на одну сім'ю — 65 219 доларів (медіана — 51 250). Медіана доходів становила 41 211 долар для чоловіків та 40 156 доларів для жінок. За межею бідності перебувало 17,8 % осіб, у тому числі 22,0 % дітей у віці до 18 років та 8,3 % осіб у віці 65 років та старших.
Цивільне працевлаштоване населення становило 701 особа. Основні галузі зайнятості: освіта, охорона здоров'я та соціальна допомога — 33,1 %, роздрібна торгівля — 11,7 %, будівництво — 11,1 %.